# Episodi di Rozen Maiden

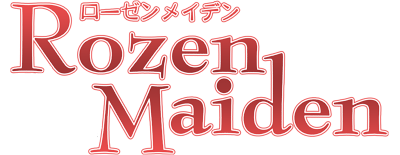
Logo della serie

Questa è la lista degli episodi dell'anime Rozen Maiden, adattamento dell'omonimo manga delle PEACH-PIT.
Rozen Maiden è stato adattato in un anime, prodotto da Tokyo Broadcasting System e animato dallo studio Nomad. La prima stagione, composta da 12 episodi, è stata trasmessa in Giappone su Tokyo Broadcasting System dal 7 ottobre al 23 dicembre 2004. L'anime è andato in onda anche su RKB Mainichi Broadcasting, Mainichi Broadcasting System, BS-i e Kids Station. Gli episodi sono stati raccolti in 6 DVD pubblicati dal 1º dicembre 2004 al 27 aprile 2005 da Pony Canyon. Le sigle sono rispettivamente Kinjirareta asobi (禁じられた遊び? lett. "Il gioco proibito") delle ALI PROJECT (apertura) e Toumei Shelter (透明シェルター?, Toumei Sherutā) di refio e Haruka Shimotsuki (chiusura). La prima stagione è incentrata soprattutto sulla riabilitazione psicologica di Jun Sakurada, un hikikomori che spende la maggior parte del suo tempo chiuso nella sua camera ad ordinare oggetti. Tramite una strana catena di eventi, Jun si trova in possesso di una bambola che si presenta come Shinku, la quinta Rozen Maiden. Per sommo orrore di Jun, Shinku decide di creare uno strano legame con lui, e l'asociale ragazzo finisce per diventare il suo "servitore". La serie segue le vicende dei due e dei loro incontri con le altre Rozen Maiden, bambole che per la maggior parte del tempo sembrano non desiderare altro che bere tè, distruggere finestre e scarabocchiare il pavimento con i pastelli. Durante questa stagione vengono introdotte cinque bambole: Shinku, Hinaichigo, Suigintou, Suiseiseki e Souseiseki. Suigintou è l'antagonista principale.
La seconda stagione, Rozen Maiden: Träumend (ローゼンメイデン トロイメント?, Rōzen Meiden Toroimento), è stata annunciata nel marzo 2005 ed è la continuazione della precedente. Composta anche essa da 12 episodi, è stata trasmessa dal 20 ottobre 2005 al 26 gennaio 2006 su Tokyo Broadcasting System. La serie è andata in onda anche su Mainichi Broadcasting System, Chubu-Nippon Broadcasting, BS-i e Kids Station. Gli episodi sono stati raccolti in 6 DVD pubblicati dal 18 gennaio al 21 giugno 2006 da Pony Canyon. Le sigle sono rispettivamente Seishōjo ryōiki (聖少女領域? lett. "Il territorio delle ragazze sacre") delle ALI PROJECT (apertura) e Hikari no rasenritsu (光の螺旋律? lett. "Melodia a spirale di luce") di Kukui (chiusura). Questa seconda stagione presenta un'atmosfera più cupa, dove gli episodi seguono di più la trama principale e vengono affrontati argomenti come la vera identità del "Padre", il creatore delle Rozen Maiden, e l'inevitabile conclusione del Gioco di Alice. Jun, nonostante abbia deciso di tornare a scuola, non può ancora farlo (a causa della mole di studio che deve affrontare per tornare in pari con il programma didattico), ma studia sia a casa che nella biblioteca pubblica, ha superato la sua agorafobia e sembra essersi legato molto con le bambole. Shinku, a causa degli avvenimenti della precedente stagione, ha subito qualche piccolo cambiamento caratteriale, mantenendo comunque il suo solito atteggiamento da aristocratica, sgridando e punendo Jun ogni volta se ne presenti l'occasione. Vengono introdotti diversi nuovi personaggi, inclusi un coniglio in smoking con la passione degli indovinelli e dei misteriosi gestori di un negozio di bambole, inclusa una persona con una strana somiglianza al "Padre". Vengono introdotte altre due bambole, Kanaria e Barasuishou; quest'ultima è l'antagonista principale.
Un OAV dalla durata di 7 minuti e incentrato sulle vicende del detective-pupazzo Kunkun, Detective Kunkun - Duell Walzer, è uscito il 27 aprile 2006. Il tutto è presentato come un'opera teatrale con tanto di palco, sipario e insegne luminose. In questo episodio il Detective Kunkun deve sventare i piani di un malvagio gatto che vuole rubare una splendida gemma da un altro personaggio. Benché la storia possa sembrare corta e semplice, i metodi che il Detective Kunkun usa per risolvere il caso sono brillanti e molto e ben congegnati. L'episodio è visto dal punto di vista delle Rozen Maiden. L'OAV Duell Walzer è composto da un solo episodio, presente originariamente nel videogioco per PlayStation 2 Rozen Maiden - Duellwalzer.
La terza stagione, Rozen Maiden: Ouvertüre (ローゼンメイデン オーベルテューレ?, Rōzen Meiden Ōberutyūre), si compone di due episodi trasmessi il 22 e il 23 dicembre 2006 su Tokyo Broadcasting System. Gli episodi sono stati raccolti in un singolo DVD pubblicato il 21 febbraio 2007. Come per le prime due stagioni, la sigla d'apertura, Baragoku otome (薔薇獄乙女? lett. "La ragazza della prigione di rose"), è cantata dalle ALI PROJECT. In modo analogo, Kukui è responsabile della sigla di chiusura, Utsusemi no kage (空蝉の影? lett. "L'ombra delle cicale"). Rozen Maiden: Ouvertüre è un breve prequel degli avvenimenti narrati nelle prime due stagioni. Ouvertüre ("apertura" in tedesco) si colloca inizialmente durante gli avvenimenti narrati durante Träumend (probabilmente fra gli episodi sei e dieci) e risponde ad alcune domande sul passato di Suigintou, in particolar modo al motivo della rivalità con Shinku. La maggior parte dei due episodi consiste in un flashback narrato da Souseiseki avente luogo nel XIX secolo. 
La quarta stagione, Rozen Maiden: Zurückspulen, denominata semplicemente Rozen Maiden (ローゼンメイデン?) in Giappone, è stata annunciata il 18 novembre 2012 sulla rivista Weekly Young Jump. È un adattamento della seconda serie manga e a differenze delle tre stagioni precedenti è animata da Studio Deen. Composta da 13 episodi, è stata trasmessa dal 4 luglio al 26 settembre 2013 su Tokyo Broadcasting System. Inoltre è stata mandata in onda su Mainichi Broadcasting System, Chubu-Nippon Broadcasting e BS-TBS. Gli episodi sono stati raccolti in 7 DVD e Blu-ray pubblicati dal 30 agosto 2013 al 19 febbraio 2014. Le sigle sono rispettivamente Watashi no bara wo haminasai (私の薔薇を喰みなさい? lett. "Mangia la mia rosa") delle ALI PROJECT (apertura) e Alternative (lett. "Alternativa") di Annabel (chiusura).

## Lista episodi

### Rozen Maiden
| Nº | Titolo italiano (traduzione letterale) Giapponese 「Kanji」 - Rōmaji | In onda          | In onda |
| Nº | Titolo italiano (traduzione letterale) Giapponese 「Kanji」 - Rōmaji | Giapponese       |         |
| 1  | Dama delle rose 「薔薇乙女 - Fräulein Rose」 - Bara Otome            | 7 ottobre 2004   |         |
| 2  | Piccola fragola 「雛苺 - Kleine Beere」 - Hinaichigo                 | 14 ottobre 2004  |         |
| 3  | Lampada al mercurio 「水銀燈 - Mercury Lampe」 - Suigintō            | 21 ottobre 2004  |         |
| 4  | Pietra di giada 「翠星石 - Jade Stern」 - Suiseiseki                 | 28 ottobre 2004  |         |
| 5  | Scale 「階段 - Die Treppe」 - Kaidan                                 | 4 novembre 2004  |         |
| 6  | Lacrime 「涙 - Tränen」 - Namida                                     | 11 novembre 2004 |         |
| 7  | Sogni 「夢 - Träume」 - Yume                                         | 18 novembre 2004 |         |
| 8  | Pietra di lapislazzuli 「蒼星石 - Lapislazuli Stern」 - Sōseiseki    | 25 novembre 2004 |         |
| 9  | La prigione 「檻 - Das Gefängnis」 - Ori                             | 2 dicembre 2004  |         |
| 10 | Separazione 「別離 - Abschied」 - Betsuri                            | 9 dicembre 2004  |         |
| 11 | Destino 「運命 - Schicksal」 - Unmei                                 | 16 dicembre 2004 |         |
| 12 | Rosso cremisi 「真紅 - Reiner Rubin」 - Shinku                       | 23 dicembre 2004 |         |

### Rozen Maiden: Träumend
| Nº | Titolo italiano (traduzione letterale) Giapponese 「Kanji」 - Rōmaji | In onda          | In onda |
| Nº | Titolo italiano (traduzione letterale) Giapponese 「Kanji」 - Rōmaji | Giapponese       |         |
| 1  | Cristallo di rosa 「薔薇水晶 - Rozenkristall」 - Bara Suishō         | 20 ottobre 2005  |         |
| 2  | Enju 「槐 - Enju」 - Enju                                            | 27 ottobre 2005  |         |
| 3  | Canarino 「金糸雀 - Kanarienvogel」 - Kanariya                       | 3 novembre 2005  |         |
| 4  | Contratto 「契約 - Vereinbarung」 - Keiyaku                          | 10 novembre 2005 |         |
| 5  | La lettera 「手紙 - Der Brief」 - Tegami                             | 17 novembre 2005 |         |
| 6  | Angelo 「天使 - Engel」 - Tenshi                                     | 24 novembre 2005 |         |
| 7  | Festa 「茶会 - Teegesellschaft」 - Chakai                            | 1º dicembre 2005 |         |
| 8  | Il costruttore di bambole 「人形師 - Puppenmacher」 - Ningyōshi      | 8 dicembre 2005  |         |
| 9  | Biasimo 「戒 - Der Tadel」 - Kai / Imashime                          | 15 dicembre 2005 |         |
| 10 | Tomoe 「巴 - Tomoe」 - Tomoe                                         | 12 gennaio 2006  |         |
| 11 | Giardino di rose 「薔薇園 - Rosengarten」 - Baraen                   | 19 gennaio 2006  |         |
| 12 | Alice 「少女 - Alice」 - Shōjo                                       | 26 gennaio 2006  |         |

### Detective Kunkun - Duell Walzer
| Nº | Titolo italiano (traduzione letterale) Giapponese 「Kanji」 - Rōmaji | Prima edizione | Prima edizione |
| Nº | Titolo italiano (traduzione letterale) Giapponese 「Kanji」 - Rōmaji | Giapponese     |                |
| 1  | Detective Kunkun 「名探偵くんくん」 - Meitantei-kun-kun              | 27 aprile 2006 |                |

### Rozen Maiden: Ouvertüre
| Nº | Titolo italiano (traduzione letterale) Giapponese 「Kanji」 - Rōmaji | In onda          | In onda |
| Nº | Titolo italiano (traduzione letterale) Giapponese 「Kanji」 - Rōmaji | Giapponese       |         |
| 1  | Eternità 「悠久 - Ewigkeit」 - Yūkyū                                 | 22 dicembre 2006 |         |
| 2  | Vanità 「虚飾 - Eitelkeit」 - Kyoshoku                               | 23 dicembre 2006 |         |

### Rozen Maiden: Zurückspulen
| Nº | Giapponese 「Kanji」 - Rōmaji | In onda           | In onda |
| Nº | Giapponese 「Kanji」 - Rōmaji | Giapponese        |         |
| 1  | 「Tale 1」                    | 4 luglio 2013     |         |
| 2  | 「Tale 2」                    | 11 luglio 2013    |         |
| 3  | 「Tale 3」                    | 18 luglio 2013    |         |
| 4  | 「Tale 4」                    | 25 luglio 2013    |         |
| 5  | 「Tale 5」                    | 1º agosto 2013    |         |
| 6  | 「Tale 6」                    | 8 agosto 2013     |         |
| 7  | 「Tale 7」                    | 15 agosto 2013    |         |
| 8  | 「Tale 8」                    | 22 agosto 2013    |         |
| 9  | 「Tale 9」                    | 29 agosto 2013    |         |
| 10 | 「Tale 10」                   | 5 settembre 2013  |         |
| 11 | 「Tale 11」                   | 12 settembre 2013 |         |
| 12 | 「Tale 12」                   | 19 settembre 2013 |         |
| 13 | 「Tale 13」                   | 26 settembre 2013 |         |

## Home video

### Giappone
La prima stagione è stata pubblicata in DVD dal 1º dicembre 2004 al 27 aprile 2005.
| Volume | Episodi | Data di pubblicazione |
| ------ | ------- | --------------------- |
| 1      | 1-2     | 1º dicembre 2004      |
| 2      | 3-4     | 7 gennaio 2005        |
| 3      | 5-6     | 2 febbraio 2005       |
| 4      | 7-8     | 2 marzo 2005          |
| 5      | 9-10    | 6 aprile 2005         |
| 6      | 11-12   | 27 aprile 2005        |

La seconda stagione è stata pubblicata in DVD dal 18 gennaio al 21 giugno 2006.
| Volume | Episodi | Data di pubblicazione |
| ------ | ------- | --------------------- |
| 1      | 1-2     | 18 gennaio 2006       |
| 2      | 3-4     | 15 febbraio 2006      |
| 3      | 5-6     | 15 marzo 2006         |
| 4      | 7-8     | 19 aprile 2006        |
| 5      | 9-10    | 17 maggio 2006        |
| 6      | 11-12   | 21 giugno 2006        |

La terza stagione è stata pubblicata in DVD il 21 febbraio 2007.
| Volume | Episodi | Data di pubblicazione |
| ------ | ------- | --------------------- |
| 1      | 1-2     | 21 febbraio 2007      |

La quarta stagione è stata pubblicata in DVD e Blu-ray dal 30 agosto 2013 al 19 febbraio 2014.
| Volume | Episodi | Data di pubblicazione |
| ------ | ------- | --------------------- |
| 1      | 1-2     | 30 agosto 2013        |
| 2      | 3-4     | 18 settembre 2013     |
| 3      | 5-6     | 16 ottobre 2013       |
| 4      | 7-8     | 20 novembre 2013      |
| 5      | 9-10    | 18 dicembre 2013      |
| 6      | 11-12   | 15 gennaio 2014       |
| 7      | 13      | 19 febbraio 2014      |